# Socialistiska republiken Montenegro
Socialistiska republiken Montenegro (serbokroatiska: Socijalistička republika Crna Gora, Социјалистичка република Црна Гора) eller SR Montenegro i kortform, var en socialistisk delstat inom Socialistiska federativa republiken Jugoslavien. Den 7 juli 1963 döptes Folkrepubliken Montenegro om till "Socialistiska republiken Montenegro" (en förändring som godkändes inom såväl Jugoslaviens federala constitution som Montenegros delrepublikskonstitution; båda 1963). Serbokroatiska var officiellt språk. 1991 ändrade kommunistpartiet i Montenegro sitt namn till Demokratska Partija Socijalista Crne Gore efter att fria val hållits, och adjektivet "Socialistiska" ströks ur republikens titel, vilket godkändes med 1992 års konstitution.

## Demografi
1971 års folkräkning:
- Montenegriner: 355 632 (67.15%)
- Muslimer: 70 236 (13.26%)
- Serber: 39 512 or (7.46%)
- Albaner: 35 671 (6.74%)
- Jugoslaver: 10 943 (2.07%)
- Kroater: 9 192 (1.74%)
- Totalt: 529 604 invånare

1981 års folkräkning:
- Montenegriner: 400 488 (68.54%)
- Muslimer: 78 080 (13.36%)
- Albaner: 37 735 (6.46%)
- Jugoslaver: 31 243 (5.35%)
- Serber: 19 407 (3.32%)
- Kroater: 6 904 (1.81%)
- Romer: 1 471 (0.25%)
- Makedonier: 875 (0.15%)
- Slovener: 564 (0.1%)
- Ungrare: 238 (0.04%)
- Tyskar: 107 (0.02%)
- Ryssar: 96 (0.02%)
- Italienare: 45 (0.01%)
- Övriga: 816 (0.14%)
- Inget svar: 301 (0.05%)
- Regional tillhörighet: 1 602 (0.27%)
- Okänt: 4 338 (0.74%)
- Totalt: 584 310 invånare

1991 års folkräkning 
- Montenegriner: 380 467 (61.86%)
- Muslimer: 89 614 (14.57%)
- Serber: 57 453 (9.34%)
- Albaner: 40 415 (6.57%)
- Jugoslaver: 26 159 (4.25%)
- Kroater: 6 244 (1.02%)
- Romer: 3 282 (0.53%)
- Makedonier: 1 072 (0.17%)
- Slovener: 369 (0.06%)
- Ungrare: 205 (0.03%)
- Tyskar: 124 (0.02%)
- Ryssar: 118 (0.02%)
- Italienare: 58 (0.01%)
- Övriga: 437 (0.07%)
- Inget svar: 1 944 (0.32%)
- Regional tillhörighet: 998 (0.16%)
- Okänt: 6 076 (0.99%)
- Totalt: 615 035 invånare